# Sorbus needhamii
Sorbus needhamii är en rosväxtart som beskrevs av K.D. Rushforth. Sorbus needhamii ingår i släktet oxlar, och familjen rosväxter. Inga underarter finns listade i Catalogue of Life.